# Ancien hôtel de ville de Zagreb
L'ancien hôtel de ville de Zagreb (en croate : Stara gradska vijećnica) est un complexe de trois bâtiments adjacents situé dans le quartier de Gradec à Zagreb, en Croatie. Les trois bâtiments ont été réunis à la fin du XIXe siècle et depuis lors, le complexe a servi de lieu où se tiennent toutes les sessions de l'assemblée de la ville.

## Histoire
La première mention du site date du XVe siècle, quand une maison sur le même emplacement a été désignée comme "le bâtiment du conseil municipal de Gradec", et en 1614, le magistrat de Gradec Jakov Gasparini a fait adapter la maison en hôtel de ville . Selon les documents historiques, en 1787, le bâtiment comptait huit pièces, une cuisine, trois prisons, deux magasins et une cave . En 1803, les autorités municipales achetèrent le bâtiment adjacent appartenant au comte Adam Oršić, afin d'agrandir la mairie . En 1832, le marchand local Kristofor Stanković avait remporté le prix principal à la loterie de Vienne et avait ensuite décidé d'investir ses gains dans la construction d'un théâtre urbain . Les autorités municipales ont ensuite ajouté un deuxième étage à la maison d'un étage d'Oršić, démoli l'hôtel de ville d'origine et acheté deux terrains dans l'actuelle rue Freudenreichova, ce qui a permis de dégager suffisamment d'espace pour la construction d'un théâtre, dont la pierre angulaire a été posée le 12 août 1833 . Le bâtiment du théâtre, qui s'appelait à l'origine « Théâtre de la ville » (Gradsko kazalište) et plus tard « Théâtre du peuple » (Narodno kazalište) était un bâtiment d'un étage avec des portes triples sur la rue Saints Cyrille et Méthode, qui comportait une salle de bal et une longue galerie .
La langue croate a été entendue pour la première fois au théâtre lors d'un intermède d'une production allemande, lorsque le réveil de Ljudevit Gaj « Još Hrvatska ni propala » a été joué, et la première pièce en croate, le Juran et Sofia ou Les Turcs sous Sisak : Héroïque Pièce en trois actes (Juran i Sofia ili Turci kod Siska: junačka igra u trih činih) d'Ivan Kukuljević Sakcinski, y fut jouée le 10 juin 1840 . Le premier opéra croate, Amour et malice (Ljubav i zloba) de Vatroslav Lisinski, y fut également joué le 28 mars 1846 . La salle de bal a également accueilli un certain nombre de sessions historiquement importantes du Parlement croate, notamment celle qui s'est tenue le 23 octobre 1847 au cours de laquelle le parlement a fait de la langue croate la langue officielle dans laquelle tenir ses sessions .
En 1895, le nouveau bâtiment du théâtre a été ouvert (l'actuel Théâtre national croate à Zagreb) dans la basse-ville, et le théâtre y a été déplacé . Le gouvernement municipal a ensuite repris le bâtiment abandonné et l'a converti en 1897 . L'hôtel de ville et le bâtiment du théâtre ont été fusionnés et la salle de bal a été convertie pour accueillir les sessions de l'assemblée de la ville . En 1910-11, un bâtiment supplémentaire de deux étages dans la rue Kuševićeva a été ajouté et en 1941, les pièces des combles ont été converties en bureaux .
En 1958, le gouvernement de la ville a déménagé dans son bâtiment actuel sur la place Stjepan Radić, mais l'ancien hôtel de ville a continué à accueillir les sessions de l'assemblée de la ville . Le bâtiment a subi une restauration entre 1968 et 1975, y compris des travaux de conservation à grande échelle effectués sur la salle du conseil et les trois salles plus petites au premier étage et deux salles de mariage au deuxième étage . En 1993, certains services municipaux ont été réinstallés dans l'ancien bâtiment de l'hôtel de ville, notamment le service des statistiques de l'institut d'urbanisme et l'institut de protection du patrimoine culturel et naturel . En 1998, les salles de mariage ont été déplacées au rez-de-chaussée et à leur ancienne place au deuxième étage, des salles pour des occasions spéciales appelées Kaptol et Grič ont été installées . Le rez-de-chaussée abrite aujourd'hui la galerie d'art Kristofor Stanković .

## Plaques commémoratives

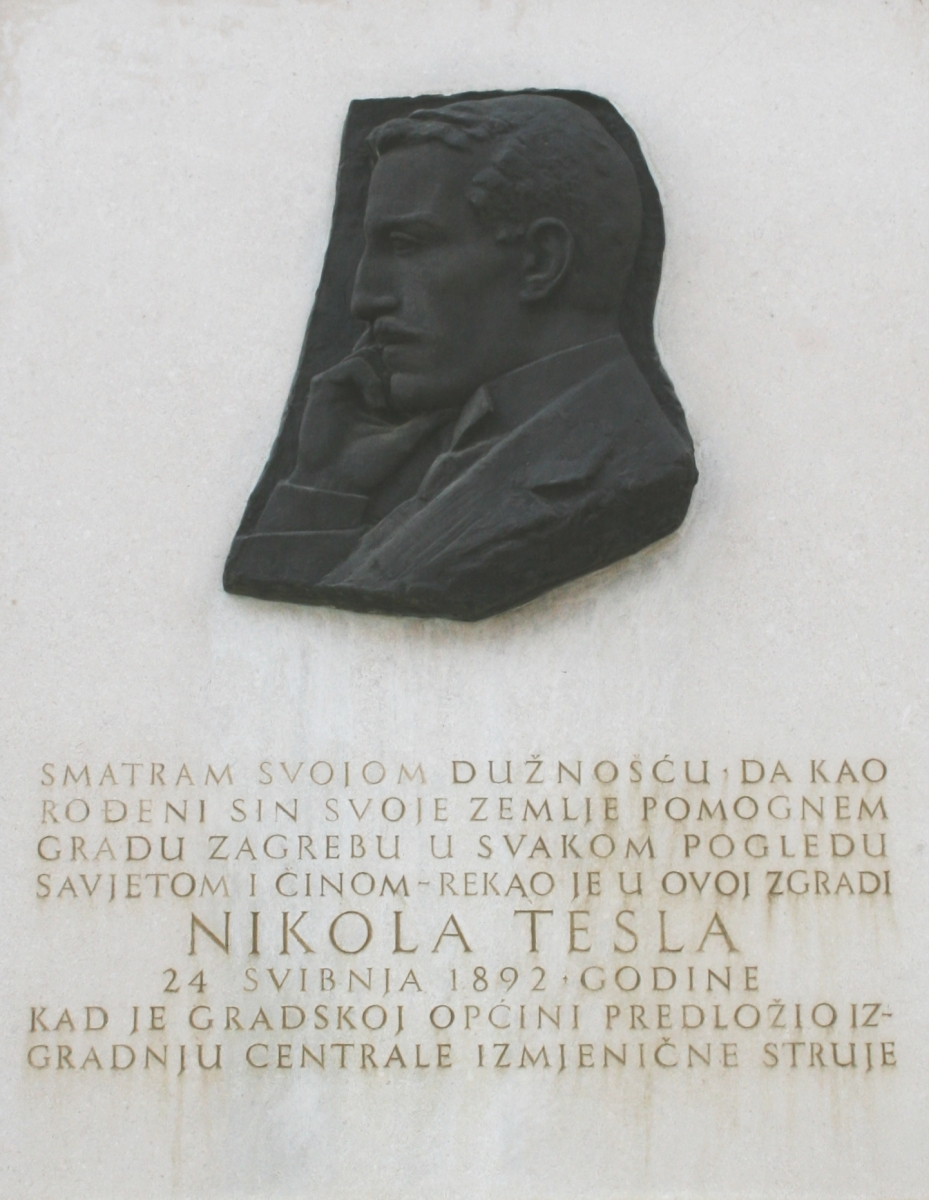
Plaque de Nikola Tesla commémorant son allocution de 1892 au conseil municipal

Il y a deux plaques commémoratives sur les murs de l'ancien hôtel de ville. L'une a été mise en place en 1917 par les Frères du Dragon croate, une société du patrimoine culturel, énumérant plusieurs événements notables organisés dans le bâtiment, et l'autre représente un relief de Nikola Tesla, commémorant sa proposition de construire une Centrale électrique à courant alternatif, qu'il a fait au conseil municipal . La plaque cite la déclaration de Tesla, faite dans le bâtiment le 24 mai 1892, qui se lit comme suit : «En tant que fils de ce pays, je considère qu'il est de mon devoir d'aider la ville de Zagreb de toutes les manières, que ce soit par un conseil ou par l'action» (en croate : "Smatram svojom dužnošću da kao rođeni sin svoje zemlje pomognem gradu Zagrebu u svakom pogledu savjetom i činom"). Tesla s'était rendu à Zagreb à l'invitation du maire Milan Amruš et avait présenté son idée d'installer un système d'éclairage public alimenté par une centrale hydroélectrique aux lacs de Plitvice. Son idée a été rejetée et le conseil municipal a choisi de construire une centrale électrique près d'Ozalj à la place .
L'ancien hôtel de ville a été inscrit au registre du patrimoine culturel protégé du ministère croate de la Culture (Registar zaštićenih kulturnih dobara) en février 2003 .